# Parabolocratalis distans
Parabolocratalis distans är en insektsart som beskrevs av Rauno E. Linnavuori 1975. Parabolocratalis distans ingår i släktet Parabolocratalis och familjen dvärgstritar. Inga underarter finns listade i Catalogue of Life.